# Sandy McCutcheon
Robert Hamish McCutcheon (n. 1947), cunoscută și ca Sandy McCutcheon, este o scriitoare, actriță și jurnalistă australiană.